# Песнь Арфиста
«Песнь Арфиста» — древнеегипетские тексты, создававшиеся на протяжении эпохи Среднего царства, и переписывавшиеся в последующие века. Вероятно, древнейший дошедший до нас памятник религиозного свободомыслия, поскольку в нём высказано неверие в существование загробной жизни.
Произведения не имеют единого сюжета и представляют собой отдельные лирические стихотворения, объединённые общим настроением, философскими раздумьями о смысле жизни и смерти, о предназначении человека. Тексты сопровождены рисунками слепых арфистов, которые, возможно, были исполнителями этих песен.

## Содержание
Полная версия «Песни Арфиста», найденная на папирусе Харриса 500, написана иератическим письмом среднеегипетского языка и относится ко времени смерти фараона XI династии Иниотефа. На это указывает заглавие: «Песнь из дома усопшего царя Антефа, начертанная перед певцом с арфой».
Являясь дополнением к заупокойному культу, «Песнь Арфиста», тем не менее, подвергает сомнению возможность загробной жизни и призывает ценить земное существование. Перевод Г. П. Францова (фрагмент):

Тела исчезают, другие пребывают, так со времён предков! Цари, которые были до нас, покоятся в их пирамидах. Те же, которые строили гробницы, их мест погребения нет. Что сделалось с ними? Я слышал речи Имхотепа и Хардедефа, чьими словами говорят все. А что их места погребения? Их стены разрушены, их мест нет, как не бывало. Никто не приходит оттуда, чтобы рассказать, что с ними, чтобы рассказать об их пребывании, чтобы успокоить наше сердце до того, как вы пойдете туда, куда ушли они. Будь радостен, чтобы заставить забыть своё сердце, что тебя похоронят. Следуй своему сердцу, пока ты живешь! Возлагай мирру на голову свою, одевайся в тонкие полотна, умащайся чудесными, истинными мазями царей! Умножай удовольствия, которые ты имеешь, и не давай поникнуть своему сердцу. Следуй желанию его и благу своему! Совершай дела твои на земле по велению своего сердца и не печалься до того, как придёт к тебе день оплакивания. Не слышит воплей тот, чьё сердце успокоилось, оплакивания никого не спасают из подземного мира. Проводи день радостно, не унывай из-за этого. Ведь никто не уносит своего добра с собой. Ведь никто не вернулся, кто ушёл.

Датированная временем правления фараона Эхнатона песня на повреждённой стеле из гробницы Паатонемхеба (Лейденский музей) скопирована из усыпальницы правителя Интефа (имя фараонов XI — XVII династий). Короткая песня на загробной стеле Ики изображает его сидящим с женой перед столом с жертвенными дарами, а рядом — полного арфиста Неферхотепа, кто сын Хену. Надпись гласит:

«О, гробница, для праздника построенная,

Ты на радость основанная!»

Первая песнь арфиста из гробницы верховного жреца Амона (TT50) Неферхотепа находится на стене первого зала и заканчивается словами: «То время, которое проводится на земле, — это сон, и говорят „добро пожаловать благополучным и невредимым тому, кто достиг Запада“».
Б. А. Тураев первым указал на общечеловеческий смысл размышлений Арфиста, на их переклички с отдельными фрагментами аккадского «Эпоса о Гильгамеше» и древнееврейской Книги Екклесиаста, также говорящих о бренности бытия и необходимости вопреки этому радоваться жизни.

## Переводы
Перевод литературного произведения осуществлён рядом специалистов:
- Борисом Александровичем Тураевым[6]:

«… исчезают тела и приходят, другие идут им на смену, со времени предков. Боги (т. е цари), бывшие до нас, покоятся в своих пирамидах, равно как и мумии, и духи погребены в своих гробницах. От строителей домов не осталось даже места. Слышал я слова Имхотепа и Хардидифа, изречения которых у всех на устах, а что до мест их — стены их разрушены, этих мест — как нет, их не бывало. Никто не приходит из них, чтобы рассказать о них, поведать об их пребывании, чтобы укрепить наше сердце, покуда вы не приблизитесь к месту, куда они ушли. Будь здрав сердцем, чтобы заставить своё сердце забыть об этом, пусть будет для тебя наилучшим следовать своему сердцу, пока ты жив. Возлагай мирру на голову свою, одеяние на тебе да будет из виссона, умащайся дивными, истинными мазями богов. Будь весел, не дай твоему сердцу поникнуть, следуй его влечению и твоему благу; устрой свои дела на земле, согласно велению своего сердца, и не сокрушайся, пока не наступит день причитания (по тебе). Не слушает тот, чьё сердце не бьётся (Осирис), жалоб, а слёзы никого не спасают из гроба. Итак, празднуй, не унывай, ибо нельзя брать своего достояния с собою, и никто из ушедших ещё не вернулся»
- Милицей Эдвиновной Матье[7]:

«Со времён бога проходят тела, и поколения приходят на их место. Ра восходит утром, Атум заходит в Ману, мужчины оплодотворяют, женщины зачинают, все носы вдыхают воздух, но утром их дети уходят к их местам (умирают)! проводи же счастливый день, о жрец! Да будут всегда благовония и ароматы для твоего носа, гирлянды и лотосы для плеч и груди твоей возлюбленной сестры, которая сидит рядом с тобою! Да будут песня и музыка перед тобою, отбрось всякое огорчение, думай только о радости, пока не придёт день, когда надо причалить к земле Любящей молчание… Проводи же счастливый день, мудрый жрец с чистыми руками! Я слыхал обо всём, что случилось с предками: их (стены) разрушены, их места не существуют, они подобны тем, кто никогда и не был со времени бога. (Но твои стены крепки, ты посадил деревья) на берегу твоего пруда, твоя душа отдыхает на них и пьёт воду. Следуй же смело своему сердцу!.. Давай хлеб неимущему, чтобы осталось твоё имя прекрасным навеки! Проводи счастливый день!… Подумай о дне, когда тебя поведут в страну, куда забирают людей. Там нет человека, который взял бы с собою свои богатства. И нет возврата оттуда»
- Пьером Монтэ[8]